# Bábol
Bábol je město v íránské provincii Mazandarán. Žije zde přibližně přibližně 250 tisíc obyvatel. Leží v severní části země v nížině asi 20 kilometrů jižně od pobřeží Kaspického moře a 25 kilometrů severně od pohoří Alborz. Rozkládá se východně od města Amol, severozápadně od města Qaem Shahr a západně od města Sárí, přičemž leží 178 kilometrů severovýchodně od Teheránu. 
V době éry Zandů sloužilo jako hlavní město provincie Mazandarán. Většinu obyvatel města tvoří Mazandaránci a dominantním jazykem je zde mazandaránština. Bylo založeno v 16. století za doby Safíovské říše. V oblasti, kde se město nachází, panuje středomořské podnebí. Sídlí zde několik vysokých škol. 